# 防衛駐在官

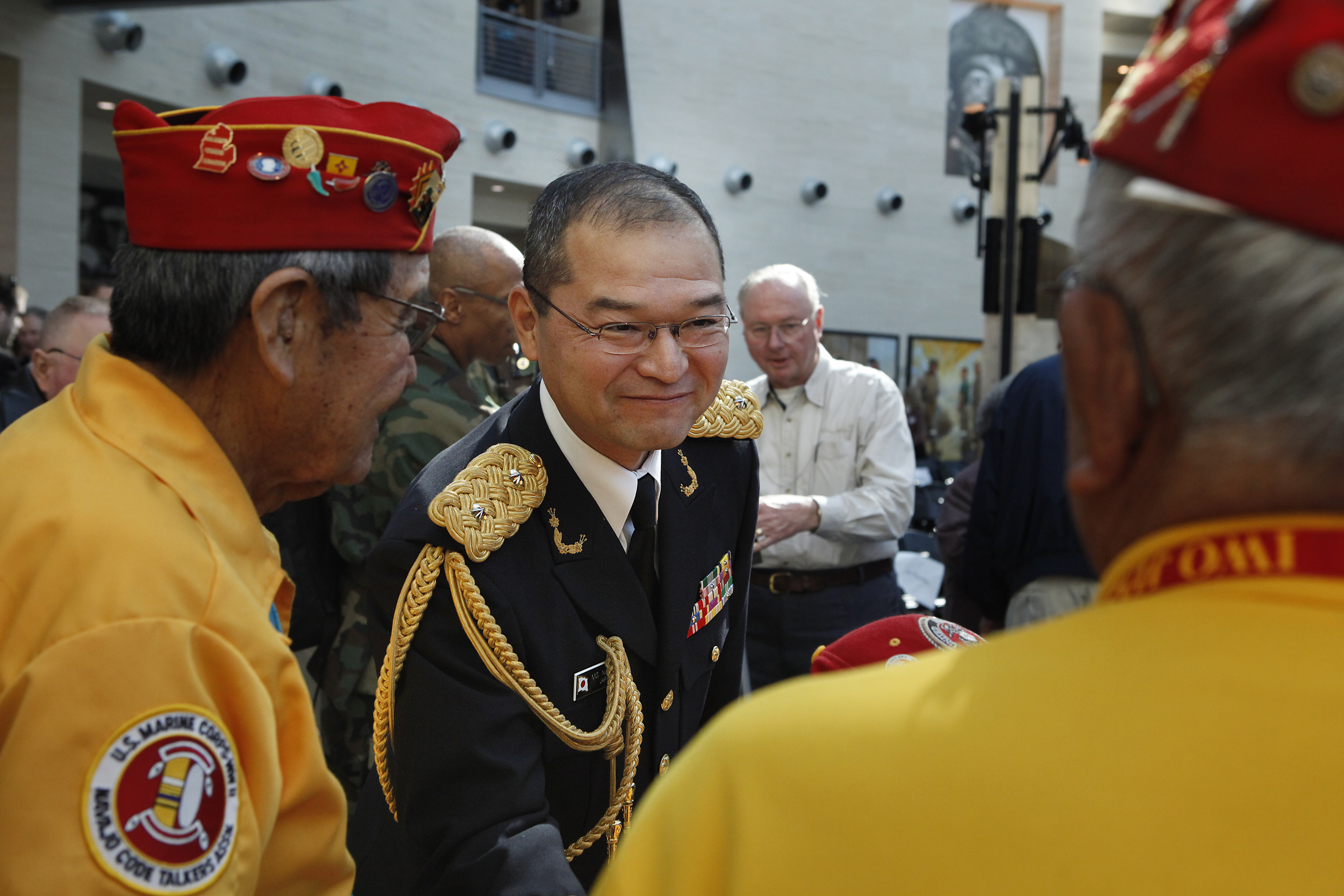
日本駐美大使館防衛駐在官——陸上自衛隊的納富中陸將補（少將）與二戰美軍納瓦霍族老兵會晤，攝於2010年。

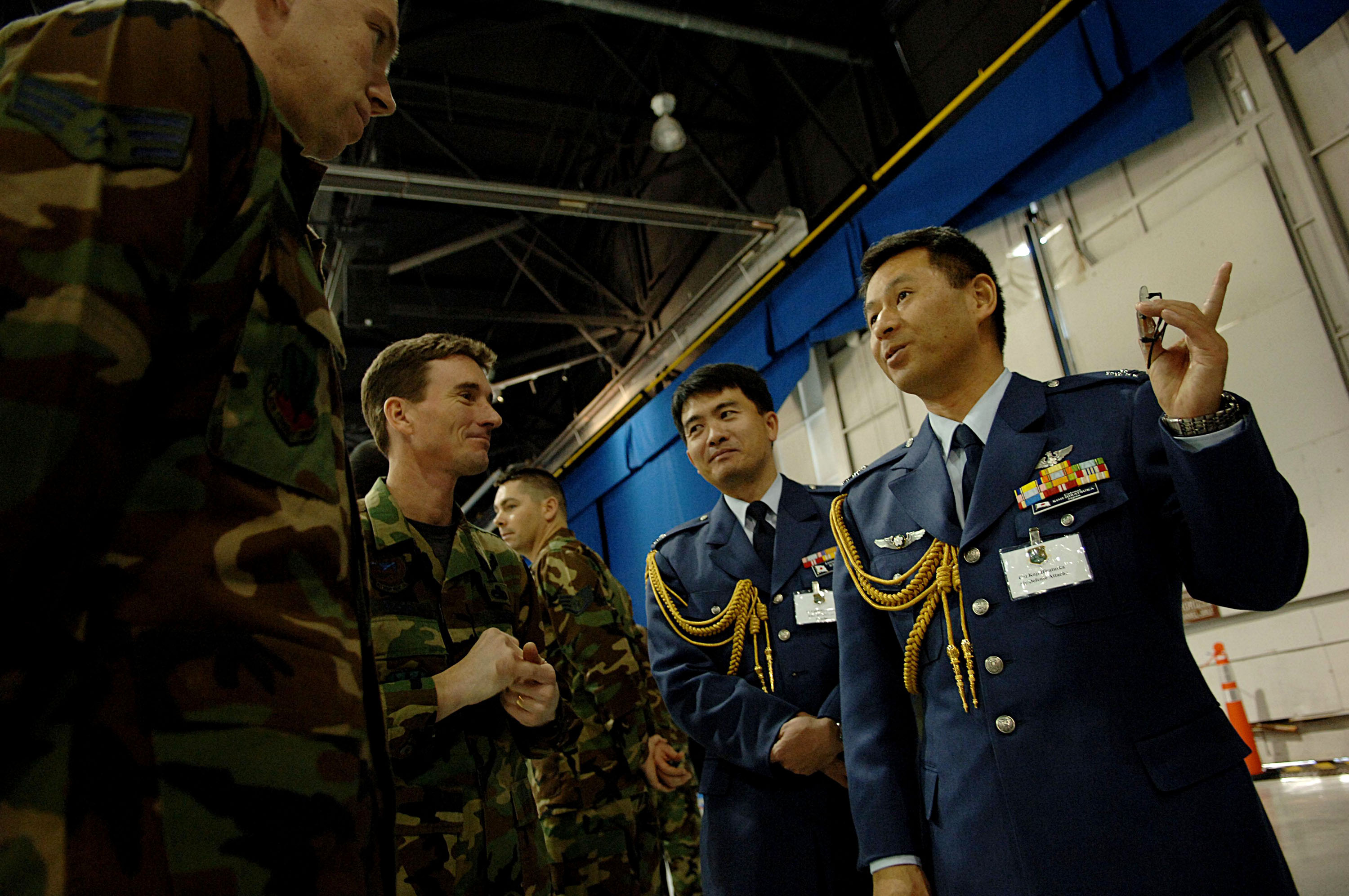
日本駐美大使館防衛駐在官——航空自衛隊的平塚弘司一佐（上校，右）、佐藤一郎二佐（中校，中）與美軍蘭利-尤斯蒂斯聯合基地人員對談，攝於2007年。

防衛駐在官（日语：／ Bōei Chūzaikan）是指日本自衛隊派署在駐外使館或代表處中的自衛官，兼具有外交人員身分，相當於其他國家的驻外武官。其主要職責是擔任日本使館的國防事務專員，與地主國（駐在國）政府、國防相關人員和各國駐當地武官團接觸，並且將所得的訊息統整為軍事情報。除此之外，駐外防衛官也會參與日本和外邦之間在國防領域上的交流，或是國際和平合作項目。
日本的防衛駐在官由防衛省抽調人選:p328、歸外務省管轄，外派期間均穿著佩有階級章的自衛隊制服。

## 沿革
第二次世界大戰之前的日本即已向世界各地的主要國家派遣日軍武官，但這樣的制度卻在1945年日本投降和日軍解體時跟著中止。1954年，日本對軍事情報的相關需求隨著自衛隊和防衛廳（防衛省前身）的創立而逐漸增加，於是以美國開始作為自衛官的外派地。1955年8月8日，外務省事務次官門脇季光與防衛廳次長增原惠吉之間就駐外使館中任職的自衛官、其身分定位等相關事項簽定了備忘錄，當中明定這類人員必須服從外務大臣和所駐使館館長的指揮和監督，不能和其派遣機構——防衛廳直接通信:p3。
此後，防衛駐在官的運作實際受到外、防兩個部門的雙重影響，其經費和日常管理由外務省的情報調查局（1993年改組為國際情報局）負責，而人員選派和業務指導則歸防衛廳處理。1997年1月，防衛廳之下成立情報本部、統籌自衛隊陸、海、空情報的管理，並由曾在日本駐華大使館當防衛官的國見昌宏出任首屆部長。該機構成立之初，防衛廳向外務省調撥了40名自衛官，分別分發到33座駐外使館去，但這些自衛官在國外集妥的情資仍需透過外務省才能轉發給防衛廳，並由情報本部的分析部詳加評估:p328。
21世紀後，日本政府以恐怖活動、大規模殺傷性武器擴散、區域性衝突造成國際情勢轉變和趨於不定為由，認為日本駐外使館適時蒐集國防情報、迅速將之遞交給外務省和防衛廳的必要性越來越高，而防衛駐在官作為軍事專家，對相關訊息進行搜索、剖析和整理的角色也更加吃重。2003年5月7日，防衛廳副長官赤城德彥和外務副大臣矢野哲朗一起修改了48年未經更動的備忘錄，表示外務省在雙方合意之下，會自動將駐外防衛官呈交回國的軍事資料確實傳達給防衛廳。

## 派遣情形
防衛駐在官可由陸上自衛隊（陸自）、海上自衛隊（海自）及航空自衛隊（空自）三大部隊中選出，階級分布以一佐（同上校）佔絕大多數，其次則為二佐（同中校），然而駐美首席防衛官則可由將補階級者（同少將）出任。
自從1954年遣員赴美起，防衛駐在官的外派總人數逐漸上增。1979年時，共22個國家的日本大使館駐有防衛官、1989年時則增加到30國，至2013年1月1日時，逾49名防衛駐在官（陸自23人、海自13 人、空自13人）派附於全球36座日本大使館和2處常駐國際組織代表處之下。2010年代初期，同時派有陸、海、空三種自衛官的國家僅有美國（共6人，各2名）、中華人民共和國、韓國和俄羅斯（共3人，各1名）。
2013年1月16日，在阿爾及利亞發生了因阿邁納斯人質事件、導致數位日本公民遇害。日本政府於事後探討了對外加派防衛人員的對應方案，並考慮將駐有防衛官的非洲國家由原本的埃及、蘇丹兩國調升為9國，防衛大臣小野寺五典也在1月26日的記者會中，指出日本的防衛官集中於歐亞，在非洲和南美洲卻很稀少，之後又在出席6月的參議院外交防衛委員會時，表示增派人手的方針是為了在防衛官數量短缺的地域滿足情報蒐集的需求。
同年8月，防衛省決定向非洲的7個邦交國增派防衛官，當中包括了阿爾及利亞、吉布地、摩洛哥、衣索比亞、奈及利亞、肯亞和南非。2015年度的防衛省預算請求書中也提到了朝波蘭、烏克蘭及澳洲等地調撥防衛官的加強計畫。

### 派駐地列表
| 國家／地區       | 人數及所屬部隊       | 階級                                               | 兼轄國                                         |
| ---------------- | -------------------- | -------------------------------------------------- | ---------------------------------------------- |
| 東亞、南亞、中亞 |                      |                                                    |                                                |
| 中华人民共和国   | 3人（陸1、海1、空1） | 一佐                                               | 蒙古                                           |
| 大韓民國         | 3人（陸1、海1、空1） | 一佐                                               |                                                |
| 印度             | 1人（陸）            | 一佐                                               |                                                |
| 新加坡           | 1人（海）            | 一佐                                               |                                                |
| 印度尼西亞       | 1人（海）            | 一佐                                               |                                                |
| 泰國             | 1人（陸）            | 一佐                                               |                                                |
| 巴基斯坦         | 1人（陸）            | 一佐                                               |                                                |
| 菲律賓           | 1人（空）            | 一佐                                               |                                                |
| 越南             | 1人（陸）            | 一佐                                               | 柬埔寨、寮國                                   |
| 马来西亚         | 1人（陸）            | 一佐                                               |                                                |
| 緬甸             | 1人（陸）            | 一佐                                               |                                                |
|                  | 1人（陸）            | 一佐                                               | 吉爾吉斯、塔吉克、喬治亞                       |
| 中東             |                      |                                                    |                                                |
| 阿富汗           | 1人（陸）            | 二佐                                               |                                                |
| 以色列           | 1人（空）            | 一佐                                               |                                                |
| 伊朗             | 1人（陸）            | 一佐                                               |                                                |
| 科威特           | 1人（空）            | 一佐                                               | 卡達                                           |
| 沙烏地阿拉伯     | 1人（海）            | 一佐                                               |                                                |
| 叙利亚           | 1人（陸）            | 一佐                                               | 黎巴嫩                                         |
| 土耳其           | 1人（海）            | 一佐                                               |                                                |
| 歐洲             |                      |                                                    |                                                |
| 義大利           | 1人（海）            | 一佐                                               | 阿爾巴尼亞、馬爾他                             |
| 乌克兰           | 1人（空）            | 一佐                                               | 摩爾多瓦                                       |
| 英国             | 1人（海）            | 一佐                                               |                                                |
| 奥地利           | 1人（陸）            | 一佐                                               | 馬其頓、前南斯拉夫諸國、科索沃                 |
| 荷蘭             | 1人（陸）            | 一佐                                               |                                                |
| 塞爾維亞         | 1人（陸）            | 一佐                                               |                                                |
| 德国             | 1人（陸）            | 一佐                                               |                                                |
| 挪威             | 1人（海）            | 一佐                                               |                                                |
| 芬兰             | 1人（陸）            | 一佐                                               |                                                |
| 法國             | 1人（空）            | 一佐                                               |                                                |
| 比利时           | 1人（空）            | 一佐                                               |                                                |
| 波蘭             | 1人（空）            | 一佐                                               |                                                |
| 俄羅斯           | 3人（陸1、海1、空1） | 一佐                                               | 亞塞拜然、亞美尼亞、白俄羅斯、烏茲別克、土庫曼 |
| 非洲             |                      |                                                    |                                                |
| 埃及             | 1人（陸）            | 一佐                                               |                                                |
| 苏丹             | 1人（陸）            | 二佐                                               |                                                |
| 美洲             |                      |                                                    |                                                |
| 美国             | 6人（陸2、海2、空2） | 將補（陸1） 一佐（海1、空1） 二佐（陸1、海1、空1） | 加拿大                                         |
| 大洋洲           |                      |                                                    |                                                |
|                  | 1人（海）            | 一佐                                               | 紐西蘭                                         |
| 國際組織         |                      |                                                    |                                                |
| 联合国           | 1人（陸）            | 一佐                                               |                                                |
| 裁軍談判會議     | 1人（陸）            | 一佐                                               |                                                |

### 爭議事件
日本自1954年設立防衛駐在官制度後，共發生了三次駐外人員遭到地主國驅離的事件。第一次發生於1987年8月，蘇聯政府指控日本駐蘇聯大使館海自防衛官竹島信博，稱他與三菱商事駐莫斯科事務所次長大谷隆男從事間諜活動，將兩人驅逐出境。第二次是在1996年1月，由於日本駐華大使館的空自防衛官前谷憲治和美國駐華大使館空軍副武官戈瑞雷（Bradley David Gerdes）闖進軍事禁區攝影被逮捕:p460，日方及美方在事後均應中方要求召回兩人。第三次事件則為2002年，駐華海自防衛官天野寬雅於10月26日擅入浙江省寧波市的解放軍海軍設施拍照，被發現後遭到制止、並接受中國安全官員審問，數位相機、筆記本、錄音機等隨身器材均遭到沒收。11月13日，中國政府要求天野自行離華，外務省則在翌日宣布將其召回日本:p329。

## 著名防衛駐在官
| - 國見昌宏（陸）駐中華人民共和國大使館防衛駐在官；防衛廳情報本部首屆本部長 - 松島悠佐（陸）駐西德大使館防衛駐在官；中部方面隊總監，曾主導阪神大地震救災行動 - 林一也（陸）駐美大使館防衛駐在官；第9師團長、統合幕僚學校校長，東日本大震災期間曾指揮9師團投入東北三縣的復興作業 - 栗栖弘臣（陸）駐法大使館防衛駐在官；第12屆陸上幕僚長、第10屆統合幕僚會議議長 - 渡部敬太郎（海）駐蘇聯大使館防衛駐在官；第10屆統合幕僚會議議長 - 堀榮三（陸）駐西德大使館防衛駐在官；統幕會議第2幕僚室長（情報本部前身）、二戰時為日軍知名情報參謀 - 三好秀男（陸）駐蘇聯大使館防衛駐在官；第11屆陸上幕僚長 - 石田捨雄（海）駐美大使館防衛駐在官；第9屆海上幕僚長 - 吉田正（空）駐法大使館防衛駐在官；第28屆航空幕僚長 - 外薗健一朗（空）駐比利時大使館防衛駐在官；第30屆航空幕僚長 - 志方俊之（陸）駐美大使館首席防衛駐在官；北部方面隊總監、防衛大臣補佐官 | - 塚本勝一（陸）駐韓大使館防衛駐在官；陸上自衛隊通信學校校長、西部方面隊總監 - 山口淨秀（陸）駐南斯拉夫大使館防衛駐在官，首屆中央即應集團司令 - 齋藤剛（陸）駐印度大使館防衛駐在官；伊拉克戰爭期間任第4次赴伊復興業務支援群群長 - 太田清彦（陸）駐伊朗大使館防衛駐在官；第5次赴伊支援群群長 - 立花尊顯（陸）駐泰大使館防衛駐在官；第8次赴伊支援群群長 - 下平幸二（空）駐法大使館防衛駐在官；第6屆情報本部部長、內閣情報調查室衛星情報中心所長 - 長野陽一（陸）駐中華人民共和國大使館防衛駐在官；日本台灣交流協會台北事務所（駐台代表處）主任 - 尾形誠（空）駐中華人民共和國大使館防衛駐在官；日本台灣交流協會台北事務所主任 - 宮崎泰樹（陸）駐中華人民共和國大使館防衛駐在官；第10師團長、東京都廳危機管理監 - 德丸明（空）駐中華民國大使館防衛駐在官；特種雲麾勳章獲授者 - 山口昇（陸）駐美大使館首席防衛駐在官；第5屆陸自研究本部部長、軍事評論家 |